# كفر الحصة (الدقهلية)
قرية كفر الحصة هي إحدى القرى التابعة لمركز نبروه في محافظة الدقهلية في جمهورية مصر العربية. حسب إحصاءات سنة 2006، بلغ إجمالي السكان في كفر الحصة 4760 نسمة، منهم 2576 رجل و2184 امرأة.